# Ring-a-ding-ding!
Ring-a-ding-ding! è un album del cantante statunitense Frank Sinatra, pubblicato nel 1961 dalla Reprise Records.

## Il disco
Ring-A-Ding-Ding è il primo album di Sinatra pubblicato sotto l'etichetta che aveva creato, la Reprise. Fin dall'introduzione del primo pezzo, infatti, c'è un'esuberanza e un divertimento che sembrano essere una dichiarazione di felicità e indipendenza.
Per il resto il disco non presenta grandi innovazioni: le canzoni sono dei grandi compositori degli anni trenta e quaranta: due di Cole Porter, tre di Irving Berlin, una di George Gershwin, una di Jerome Kern, una di Harold Arlen, una di Schwartz e Dietz. Solo The Coffee Song, When I Take My Sugar to Tea e il pezzo eponimo sono canzoni contemporanee.
L'album arrivò al 4º posto della Billboard 200 e rimase in classifica per 35 settimane, anche se la Capitol Records dopo tre mesi pubblicò un album simile, Come Swing with Me.

## Tracce

### Lato A
1. Ring-A-Ding-Ding - 2:44 - (Cahn, Van Heusen)
2. Let's Fall in Love - 2:11 - (Koehler, Arlen)
3. Be Careful, It's My Heart - 2:04 - (Berlin)
4. A Foggy Day - 2:17 - (Gershwin, Gershwin)
5. A Fine Romance - 2:11 - (Fields, Kern)
6. In the Still of the Night - 3:25 - (Porter)

### Lato B
1. The Coffee Song - 2:51 - (Hilliard, Miles)
2. When I Take My Sugar to Tea - 2:05 - (Kahal, Fain, Norman)
3. Let's Face the Music and Dance - 2:58 - (Berlin)
4. You'd Be So Easy to Love - 2:24 - (Porter)
5. You and the Night and the Music - 2:36 - (Schwartz, Dietz)
6. I've Got My Love to Keep Me Warm - 2:52 - (Berlin)

### Tracce aggiunte successivamente
1. Zing! Went the Strings of My Heart - 2:48 - (Hanley)
2. The Last Dance - 2:46 - (Cahn, Van Heusen)
3. The Second Time Around - 3:03 - (Cahn, Van Heusen)

## Musicisti
- Frank Sinatra - voce
- Bill Miller - pianoforte
- Don Fagerquist - tromba
- Frank Rosolino - trombone
- Bud Shank - flauto